# هستینگز باندا
هستینگز کاموزو باندا (انگلیسی: Hastings Kamuzu Banda؛ زاده ۱۵ فوریهٔ ۱۸۹۸ – درگذشته ۲۵ نوامبر ۱۹۹۷) یک پزشک اهل مالاوی بود. وی اولین رئیس‌جمهور مالاوی بود که بین سال‌های ۱۹۶۶ تا ۱۹۹۴ این سمت را برعهده داشت.
وی در ۲۵ نوامبر سال ۱۹۹۷ در سن ۹۹ سالگی درگذشت.

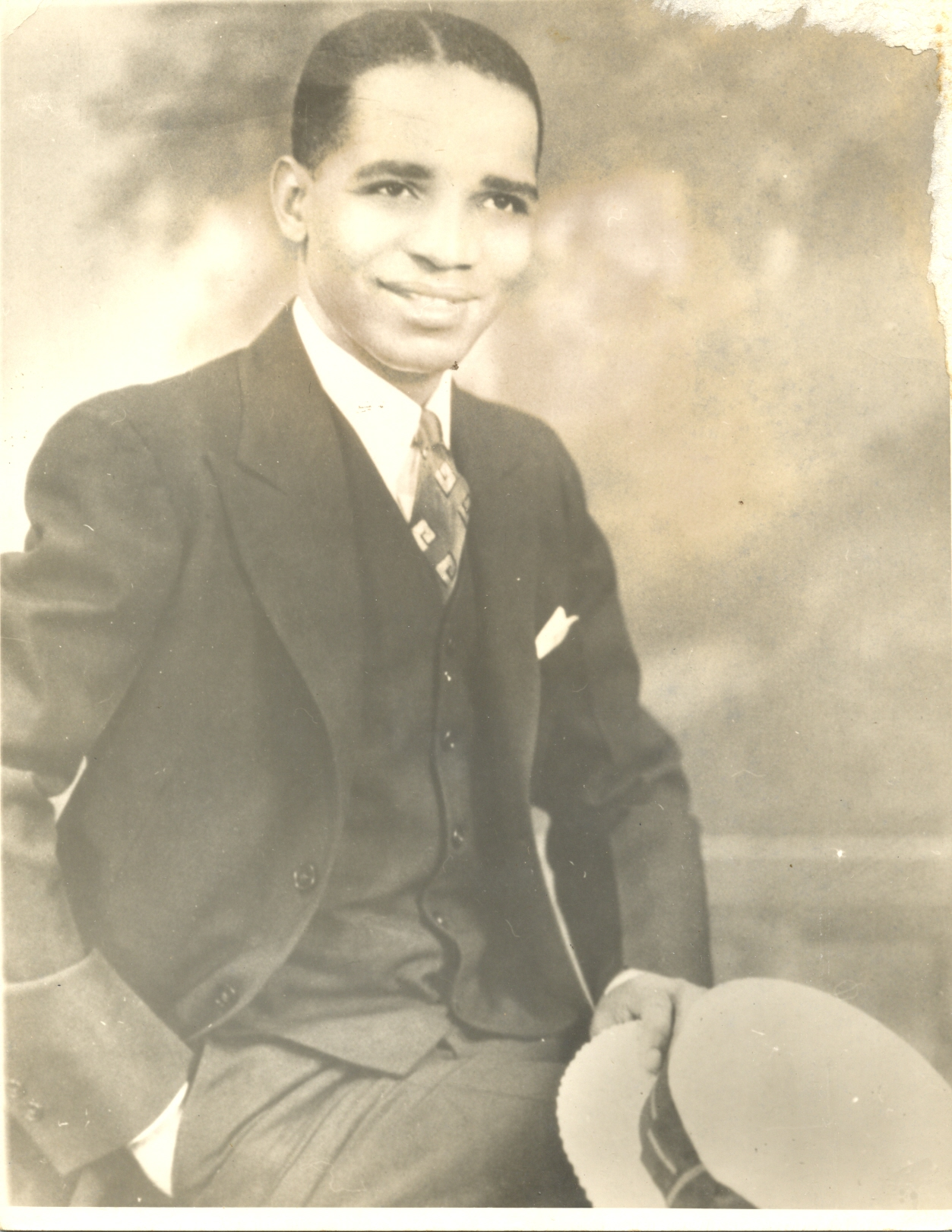
هستینگز در دوران جوانی